# Amathia intermedis
Amathia intermedis är en mossdjursart som beskrevs av Chimonides 1987. Amathia intermedis ingår i släktet Amathia och familjen Vesiculariidae. Inga underarter finns listade i Catalogue of Life.